# Марко Шћекић
Марко Шћекић (Зворник, 23. мај 1981) бивши је српски кошаркаш. Играо је на позицијама крилног центра и центра.

## Биографија
Каријеру је почео у екипи Дрине из родног Зворника а наставио у бањалучком Борцу где проводи четири сезоне. У лето 2004. долази у Србију и потписује за новосадску Војводину где проводи наредне три сезоне. За сезону 2007/08. сели се у пољски Туров Згожелец. Од 2008. до 2010. је наступао за Олденбург и са њима освојио првенство Немачке у сезони 2008/09. Сезону 2010/11. проводи у подгоричкој Будућности и са њима осваја првенство и куп Црне Горе. Од 2011. до 2013. је наступао за италијански Канту и са њима је освојио Суперкуп Италије 2012. године. Сезону 2013/14. је провео у екипи Варезеа. У септембру 2014. је потписао отворени уговор са Игокеом, где се задржао два месеца. У марту 2015. је потписао за Хелиос из Домжала и са њима остао до краја сезоне.
Као члан универзитетске репрезентације СЦГ освојио је бронзану медаљу на Универзијади 2005. у Измиру.

## Успеси

### Клупски
- Олденбург:
  - Првенство Немачке (1): 2008/09.

- Будућност:
  - Првенство Црне Горе (1): 2010/11.
  - Куп Црне Горе (1): 2011.

- Канту:
  - Суперкуп Италије (1): 2012.

### Репрезентативни
- Универзијада:  2005.